# Villanueva de los Infantes (Ciudad Real)
Pour les articles homonymes, voir Villanueva de los Infantes.
Villanueva de los Infantes est une commune d'Espagne de la province de Ciudad Real dans la communauté autonome de Castille-La Manche.

## Administration
| Période                                  | Période | Identité | Étiquette | Qualité |
| ---------------------------------------- | ------- | -------- | --------- | ------- |
|                                          |         |          |           |         |
| Les données manquantes sont à compléter. |         |          |           |         |

## Culture
C'est la ville où est décédé, au xviie siècle, l’écrivain espagnol Francisco de Quevedo, l’une des figures les plus importantes de la littérature du Siècle d'or espagnol. D'après l'analyse méticuleuse des écrits de Miguel de Cervantes, c'est le lieu de résidence initial d'Alonso Quijano, avant qu'il prenne le nom de Don Quichotte.